# Sehma (Sehmatal)
Sehma ist ein Ortsteil der sächsischen Gemeinde Sehmatal im Erzgebirgskreis.

## Geografie

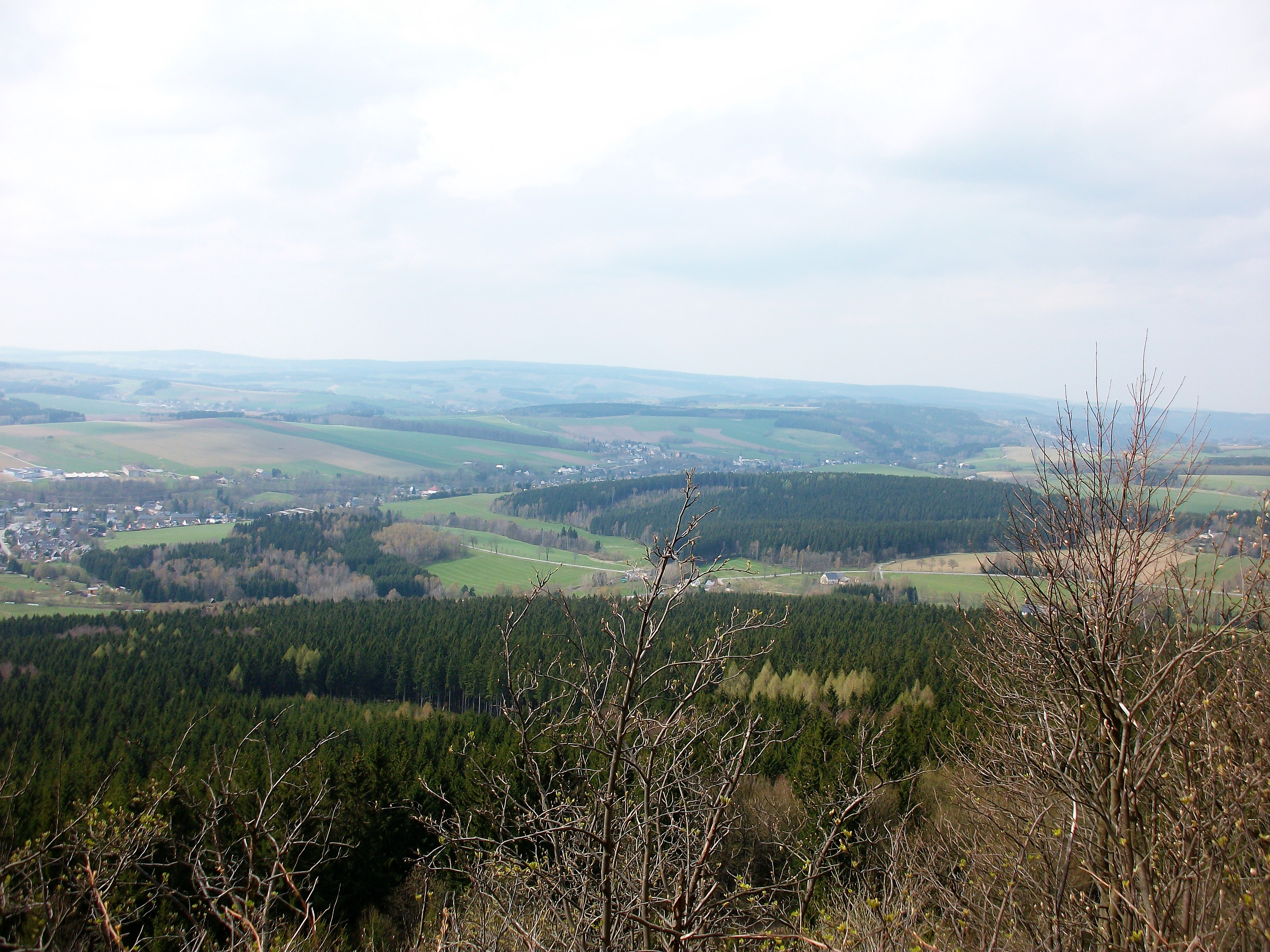
Blick vom Bärenstein nach Sehma

### Lage
Sehma liegt etwa 4 Kilometer südlich von Annaberg-Buchholz im Erzgebirge. Die Ortslage erstreckt sich über etwa 2,5 Kilometer beidseits der Sehma. Südöstlich des Ortes liegt der 898 m ü. NN hohe Bärenstein.
Sehma liegt an der Bahnstrecke Vejprty–Annaberg-Buchholz unt Bf.
Durch Sehma führt die Staatsstraße 266 Cunersdorf–Hammerunterwiesenthal, über die Kreisstraße 7132 bestehen zudem Anschlüsse an Walthersdorf im Westen sowie an die Bundesstraße 95 Chemnitz–Oberwiesenthal im Osten.

### Nachbarorte
| Schlettau    | Buchholz                                    | Cunersdorf  |
| Walthersdorf | Kompassrose, die auf Nachbargemeinden zeigt | Königswalde |
| Crottendorf  | Cranzahl                                    | Bärenstein  |

## Geschichte

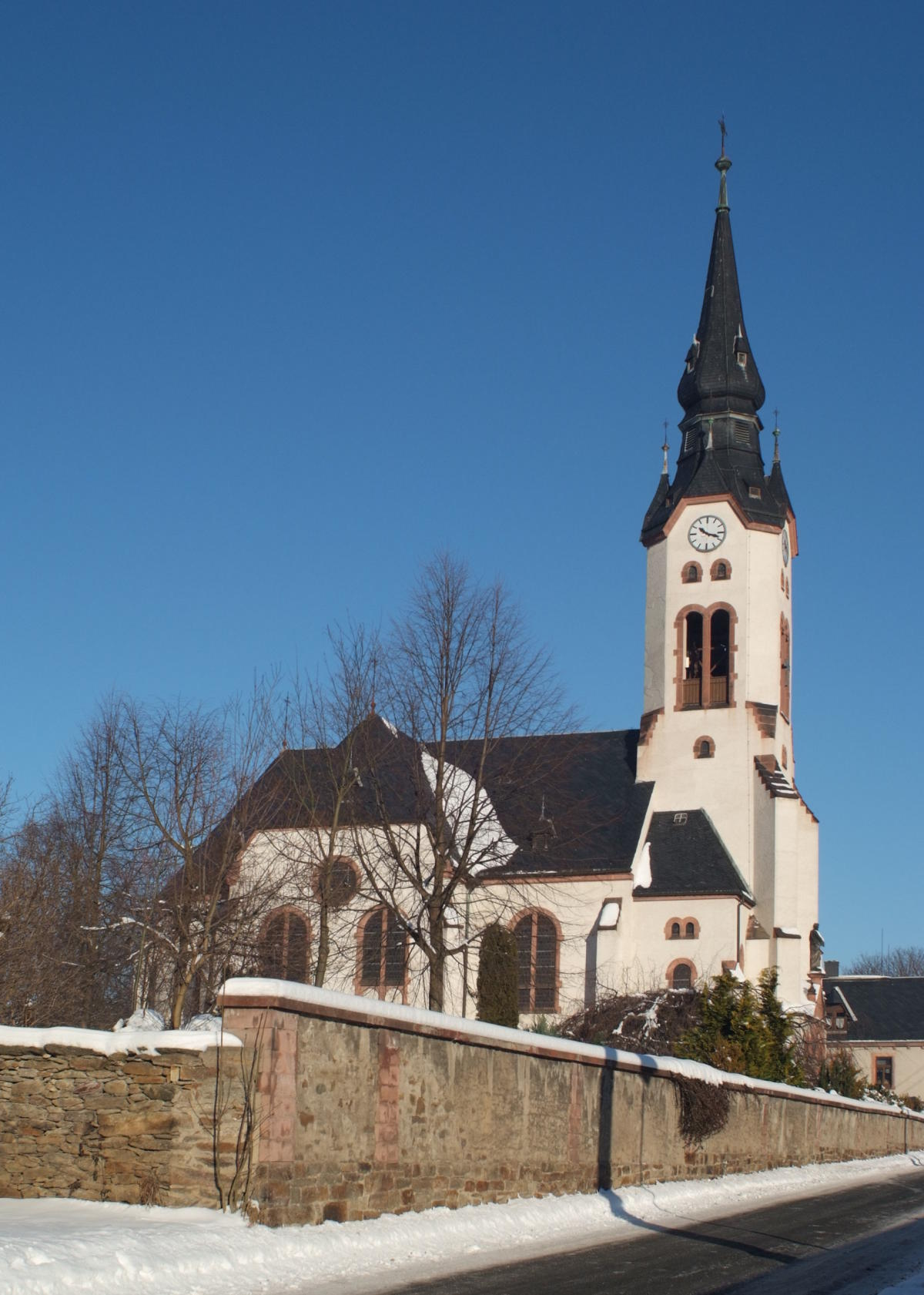
Pauluskirche Sehma

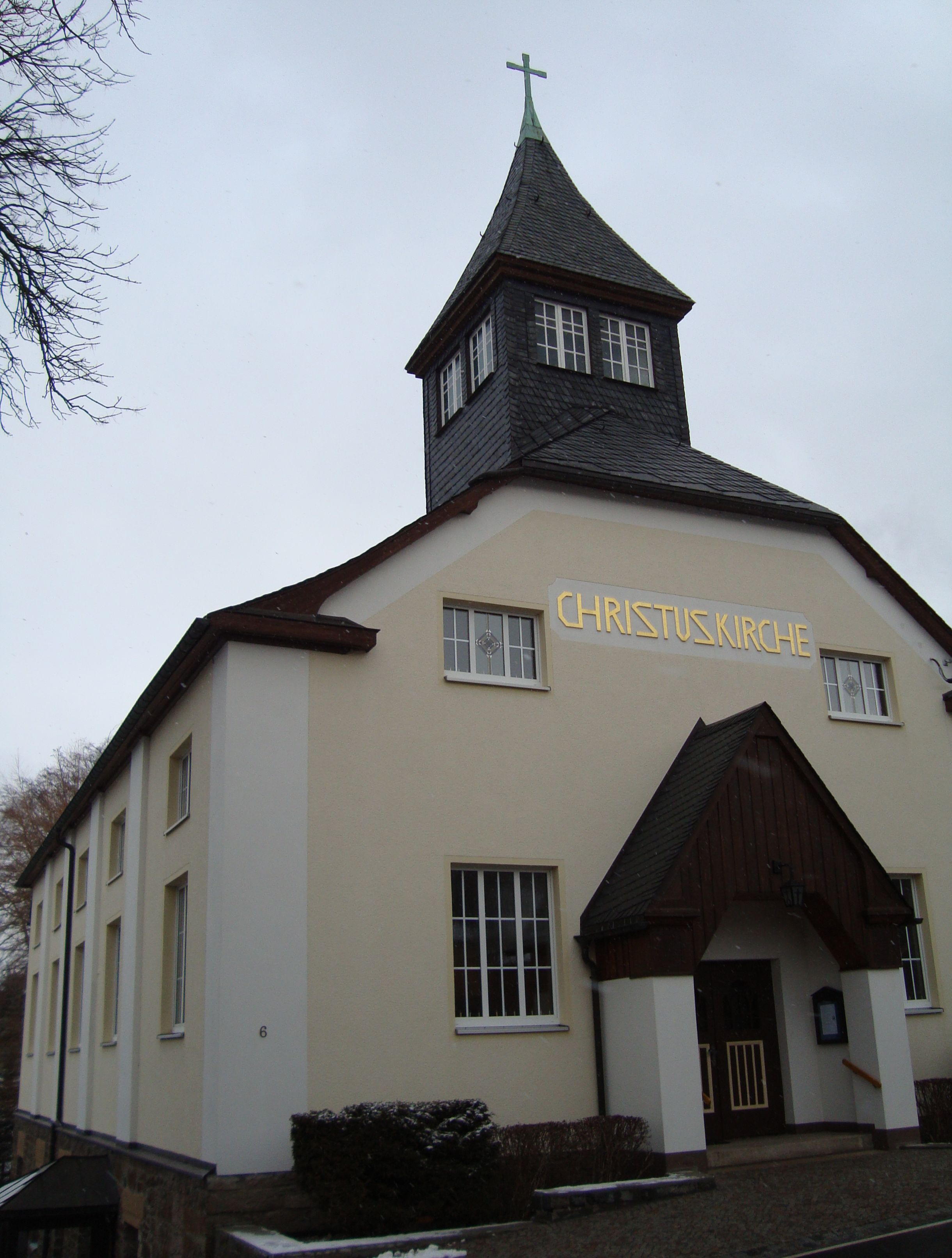
Evangelisch methodistische Christuskirche

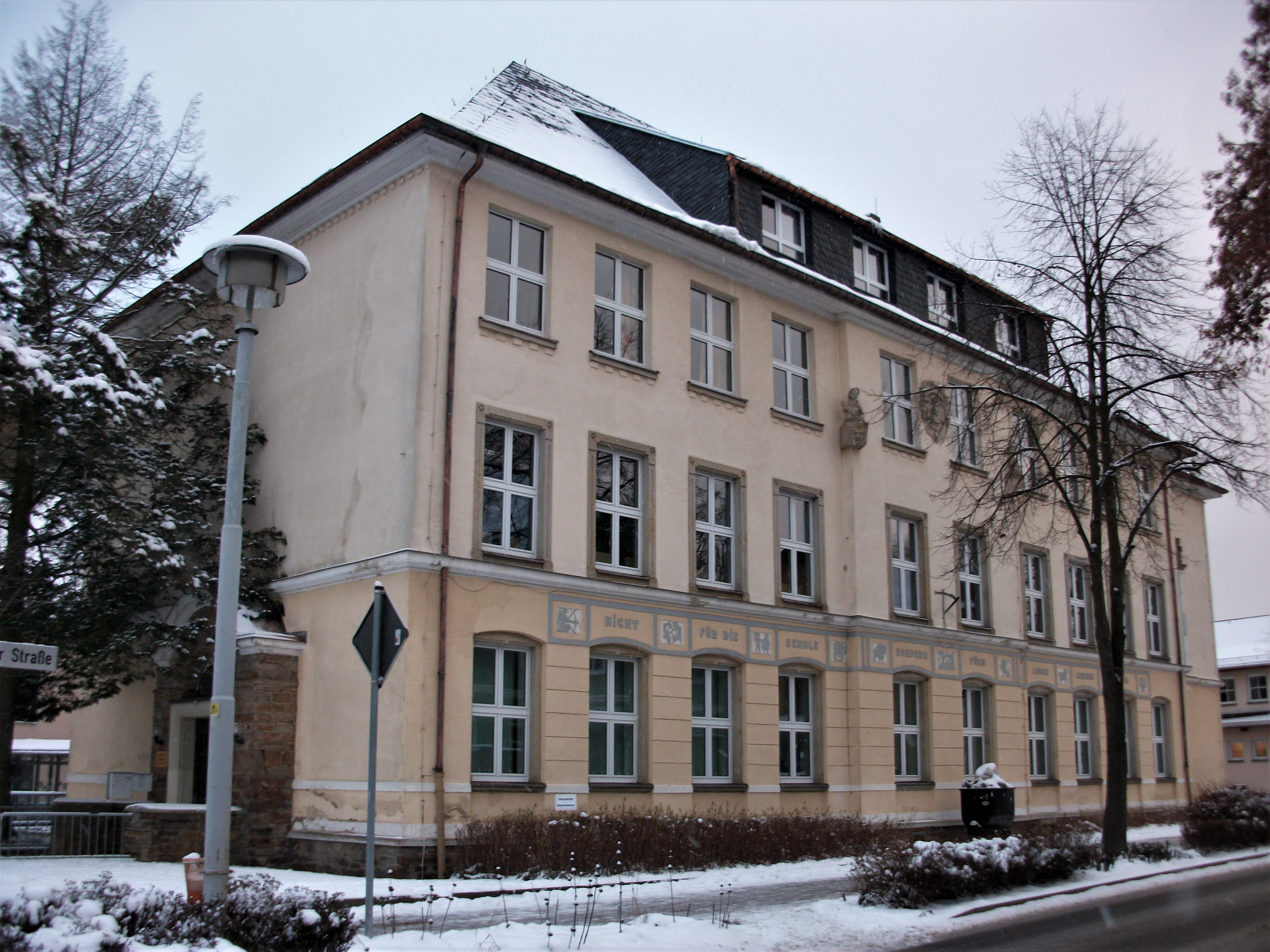
Oberschule Sehmatal in Sehma

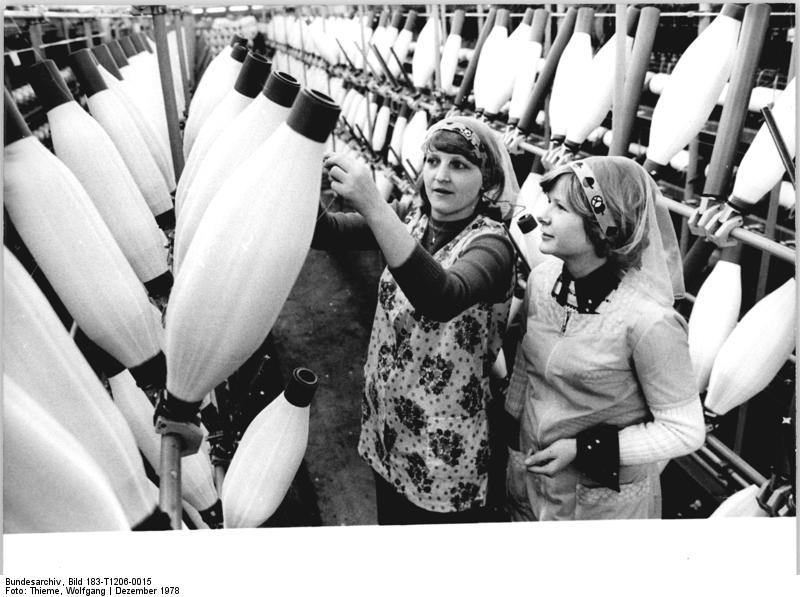
Arbeiterinnen im „VEB Garnveredelungswerke“ (1978)

Die erste urkundliche Erwähnung datiert von 1367 als Semo. Kirchlich gehörte Sehma bis 1673 zur Parochie Schlettau, danach wurde es eigenständige Pfarrkirche. August Schumann nennt 1824 im Staats-, Post- und Zeitungslexikon von Sachsen Sehma betreffend u. a.: 

„Sehma hat überhaupt in etwa 90 Häusern gegen 680 Bewohner, so daß es eine starke Bevölkerung zeigt; 1801 wurden 526 Consumenten angegeben. Sie nähren sich theils mit der Landwirthschaft, da sie eine große, keineswegs unfruchtbare Dorfflur besitzen; besonders vortrefflichen und viel Flachs bauen, und wegen der starken, herrlichen Wiesen gute Viehzucht treiben; theils mit Waldarbeit, mit Beeren- und Schwämmelesen, mit Getreide- und Breterhandel, mit Landfuhrwesen, mit Nägelschmieden u. s. w.; theils endlich mit Klöppeln und Spinnen. Für Vervollkommnung der Spinnerei des Klöppelgarns legte der Bürgermeister Eisenstuck zu Annaberg […] eine Spinnschule allhier an, und seitdem liefert Sehma zum Theil Klöppelzwirn, der dem feinsten holländischen kaum nachsteht. Mit der Schule ist zugleich eine Spinnfabrik verbunden, […]. Sehma liefert auch seine Spitzen, welche besonders von Annaberg aus debitirt werden; doch giebt es auch im Orte einige Spitzenhändler, und die hübschen Wohnungen derselben, so wie einiger Kaufleute, Frachtfurhleute u. s. w. […] Das Erbgericht steht im Niederdorfe. Nicht weit oberhalb der Kirche findet man eine schöne, neuerbaute Mahl- und Schneidemühle, […]. Noch giebt es einen Zaynhammer im Oberdorfe und 2 Mühlen hier, und diese haben mit jener 4 Mahlgänge und 2 Sägen. […] Ehedem gab es in Sehma zwei Schmelzhütten, welche aber die ungeheure Fluth am 21. Jul. 1565 gänzlich ruinirte […].“

Mit Eröffnung der Station „Sehma“ an der Zschopautalbahn am 1. Mai 1881 erhielt der Ort Zugang zum Eisenbahnnetz.
Ende des 19. und Anfang des 20. Jahrhunderts nahm hier die Textilindustrie großen Aufschwung. Der damalige Fabrikbesitzer
Friedrich Richard Küttner hatte wesentlichen Anteil an der wirtschaftlichen Entwicklung Sehmas.
Am 1. Januar 1999 erfolgte der Zusammenschluss der bis dahin eigenständigen Gemeinden Cranzahl, Neudorf und Sehma zur Gemeinde Sehmatal.

## Entwicklung der Einwohnerzahl
| Jahr    | Einwohnerzahl                                        |
| ------- | ---------------------------------------------------- |
| 1548/51 | 32 besessene Mann, 6 Gärtner, 17 Inwohner, 6 ⅛ Hufen |
| 1764    | 34 besessene Mann, 3 Gärtner, 16 Häusler, 6 ⅛ Hufen  |
| 1834    | 769                                                  |
| 1871    | 1.436                                                |
| 1890    | 2.277                                                |

| Jahr | Einwohnerzahl |
| ---- | ------------- |
| 1910 | 3.161         |
| 1925 | 3.375         |
| 1939 | 3.811         |
| 1946 | 3.777         |
| 1950 | 5.109         |

| Jahr | Einwohnerzahl |
| ---- | ------------- |
| 1964 | 4.107         |
| 1990 | 3.017         |
| 2008 | 2.604         |

## Freizeit
Spezifisch erzgebirgische Handwerkskünste, wie das Klöppeln und Schnitzen, werden noch heute in Vereinen gepflegt. Bemerkenswert sind die Schnitz- und Klöppelausstellungen, die von den drei Ortsvereinen der Gemeinde Sehmatal gemeinsam gestaltet werden.
Um Sehma existiert ein gut ausgebautes, ausgedehntes Rad- und Wanderwegenetz, welches in den letzten Jahren stark vernachlässigt wurde. Im Ort selbst gibt es ein Freibad und einen Sportplatz.

## Persönlichkeiten
- Friedrich Richard Küttner (1847–1929), Textilfabrikant
- Hugo Küttner (1879–1945), Kunstseideproduzent
- Gerhard Franz Vogel (1892–1956), Postbeamter und Kommunalpolitiker
- Max Dietze (1897–1940), Kommunalpolitiker (NSDAP)
- Joachim Meissner (1929–2011), deutscher Physiker und Professor